# 혈관종
혈관종(血管腫, hemangioma, infantile hemangioma, IH)은 일반적으로 붉은 반점을 가리킨다. 맥관종(脈管腫)이라고도 한다. 해면상 혈관종, 단순성 혈관종, 노인성 혈관종 등이 있다. 10세 이상의 환자의 경우에는 혈관종 제거에 레이저 수술이 일반적이다. 유아기에는 가장 일반적인 종양이기도 하다.

## 사진

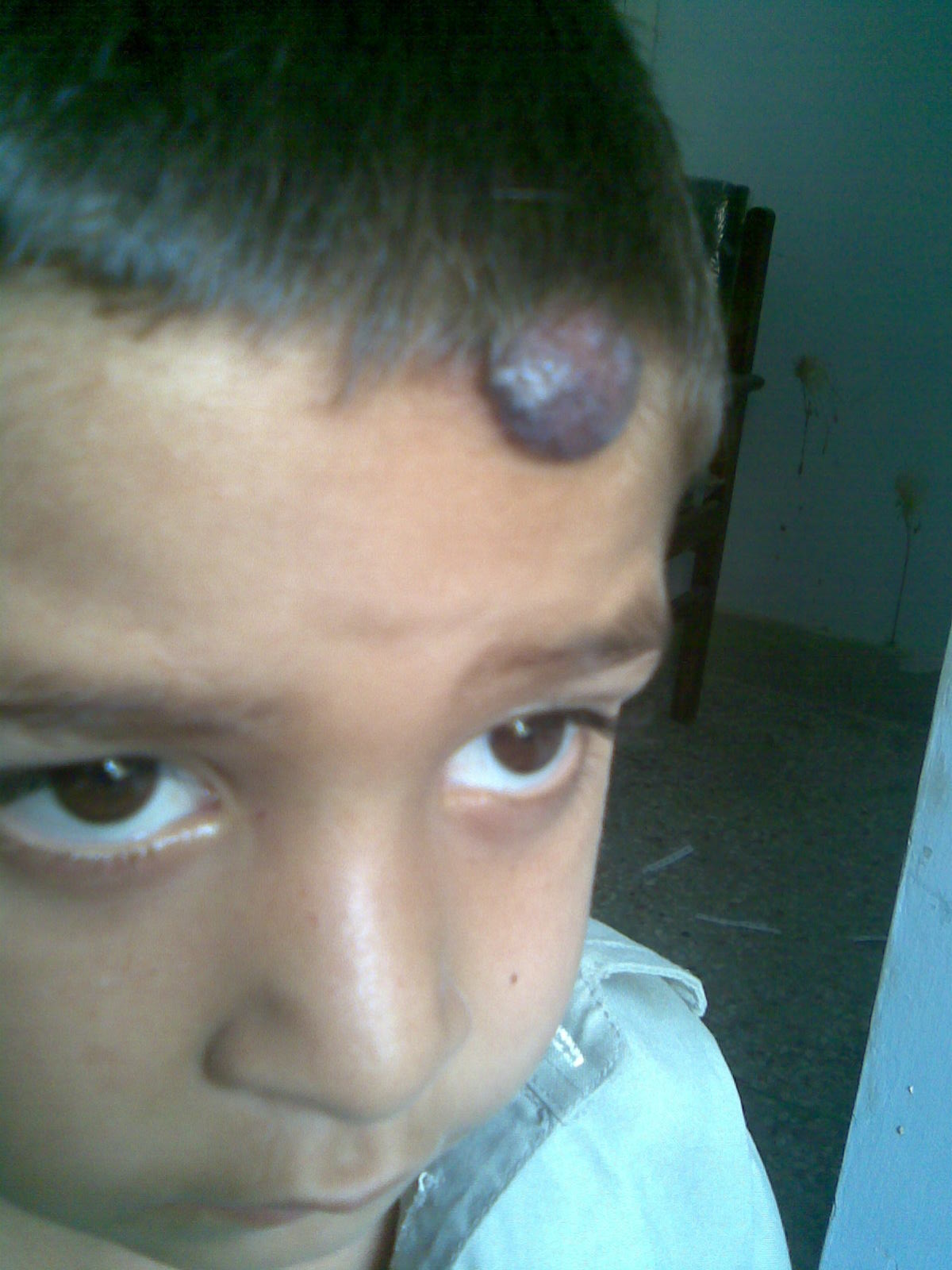
이마에 난 혈관종
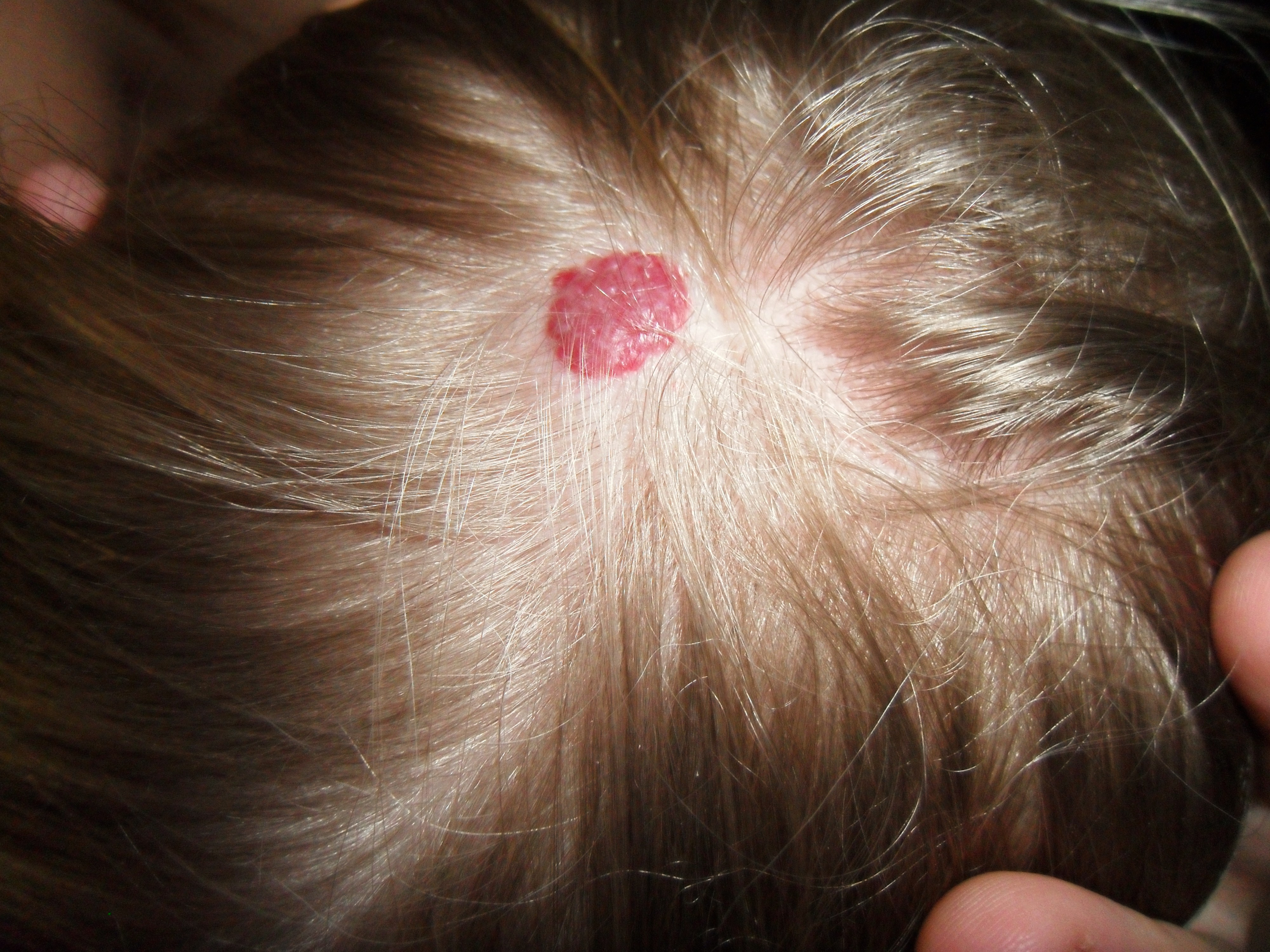
2세 소녀의 머릿가죽에 난 혈관종
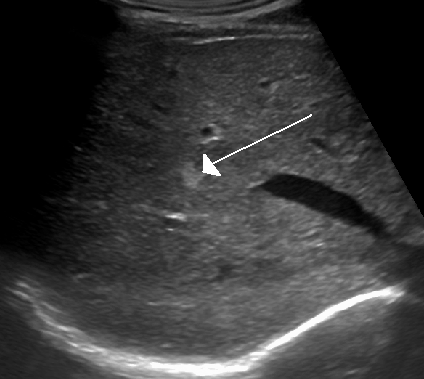
초음파를 통해 본 "간 혈관종"
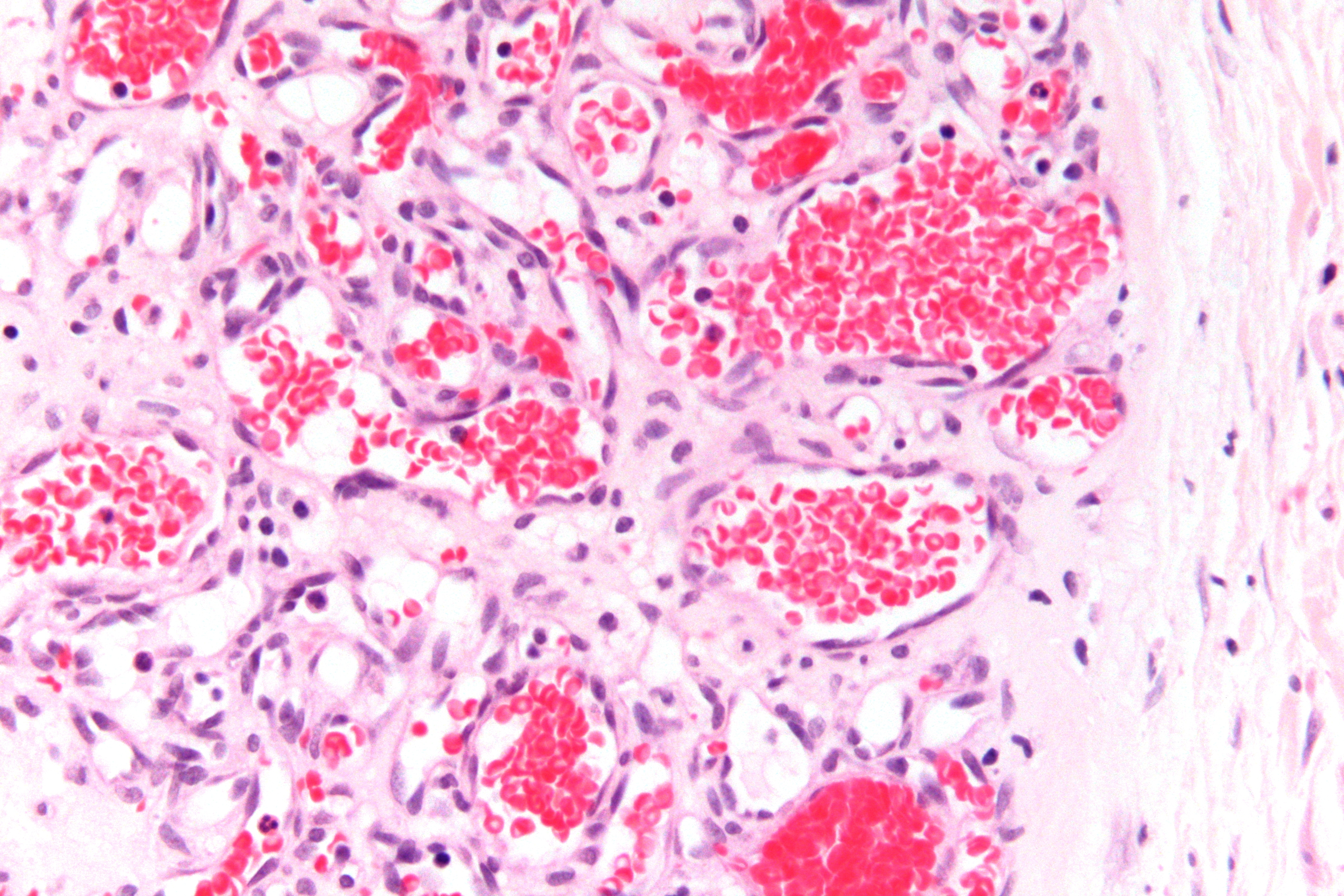

## 같이 보기
- 혈종
- 모세혈관확장증
- 하시모토 갑상샘염
- 하시모토 뇌병증
- 작은입증
- 새염색체
- 갑상샘염